# Горгондзола (Италия)
 Тази статия е за италианския град.  За вида италианско сирене вижте Горгондзола.  
Горгондзо̀ла (на италиански: Gorgonzola, на миланезе (диалекта на град Милано и близките околности): Gurgunzöla, Гургурндзьола) е град и община в Северна Италия, провинция Милано, регион Ломбардия. Разположен е на 133 m надморска височина. Населението на общината е 20 042 души (към 30 юли 2014 г.).
Градът дава името си на известното синьо сирене.